# Ealing Studios

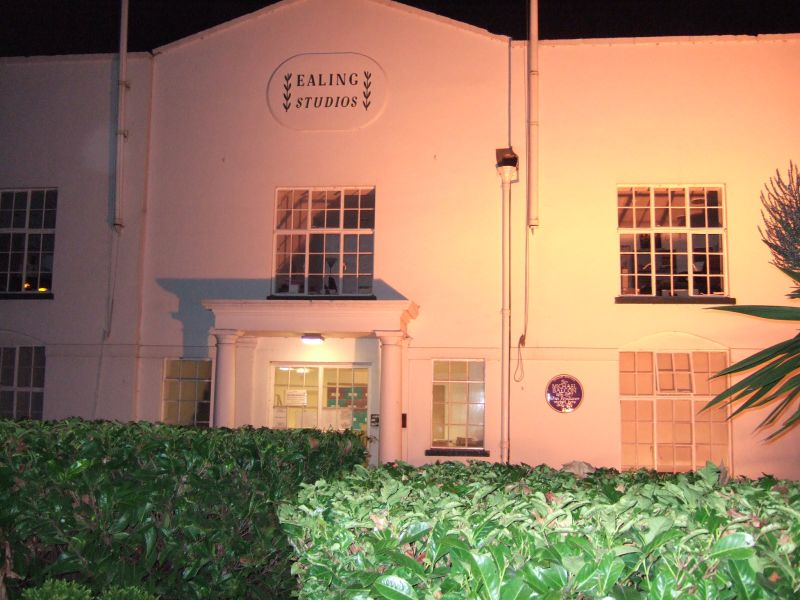
Ealing Studios i London.

Ealing Studios är en filmstudio belägen i västra London, mest känd för en serie framgångsrika komedifilmer från perioden 1947–1955, kallade Ealingkomedierna. 
Lokalerna användes av filmpionjären Will Barker redan på 1890-talet. Teaterproducenten Basil Dean köpte dem 1929, byggde om dem och bildade filmbolaget Ealing Studios 1931. Under några årtionden var bolaget ett av Storbritanniens främsta och kom från mitten av 1940-talet att ingå i filmmogulen J Arthur Ranks imperium. 1930-talskomedier med George Formby följdes av propagandafilmer under Andra världskriget och de berömda Ealingkomedierna, flera med Alec Guinness i huvudrollen: Biljett till Burgund, Massor av whisky, Sju hertigar, Jag stal en miljon, Mannen i den vita kostymen och Ladykillers, för att nämna några.
Ealing Studios fick dock problem på 1950-talet. Studiolokalerna såldes till BBC 1955 och bolaget upphörde 1959 efter att ha gjort film på annat håll i några år. BBC använde lokalerna för att spela in filmsnuttar som användes i tv-produktionen men gjorde också ett antal hela produktioner, bland annat Den sjungande detektiven (1986).
Långfilmsproduktionen återupptogs i slutet av 1990-talet sedan BBC sålt lokalerna till filmskolan NFTS, som i sin tur sålde den vidare till Uri Fruchtmann, Barnaby Thompson, Harry Handelsman och John Kao.
Ealing Studios har på senare tid producerat filmer som Notting Hill (1999), Mister Ernest (2002), Shaun of the Dead (2004), Valiant och de fjäderlätta hjältarna (2005) och I Want Candy (2007).